# Пастка (фільм, 2007, реж. Срдан Голубович)
«Пастка» — копродуційна стрічка, яка була висунута Сербією на здобуття премії «Оскар» у категорії «Найкращий фільм іноземною мовою», але не потрапила в остаточний список. Прем'єра стрічки відбулась на Берлінському міжнародному кінофестивалі у 2007 році.

## Сюжет
Подружжя Младен і Марія виховують 8-річного сина Неманью. Вони мешкають в Белграді в орендованій квартирі. Пара зводить кінці з кінцями: чоловік працює інженером-будівельником у державній компанії, яка переживає процес приватизації, а жінка викладає англійську мову в початковій школі. Попри постійні фінансові складнощі вони живуть нормальним життям, даючи усе можливе синові.
Одного дня Неманья забирає швидка. Лікарі повідомляють про необхідність дорогої операції на серці, яку проводять тільки в Берліні. Младен намагається взяти банківський кредит, але отримує відмову. Марія дає оголошення у газеті про благодійний збір коштів на лікування сина. Невдовзі людина, яка відгукнулася на оголошення, призначає зустріч. Незнайомець пропонує покрити витрати, якщо Младен погодиться скоїти вбивство. Головний герой вагається та отримавши вказівки, він забирає зброю та інструкції під мостом. Младен має вбити власника торгової компанії Петара Івковича. В ніч чергового приступу у Неманьї Малден здійснює замовлення. Після похорон Івковича чоловік намагався отримати решту, але марно. Розчарований він напивається та потрапляє в поліцію. Младен розповідає інспектору про скоєний злочин, той не вірить йому. За кілька днів головному герою погрожують через його зізнання. З телефонного дзвінка він здогадується, де шукати замовника. Хоча гроші повернути йому так і не вдалося, хтось поклав необхідну суму на операцію на банківський рахунок.
Младен розповідає вдові, що він вкоротив віку Петару. Чоловік пропонує вбити його, Єлена відмовляється. В Младена вистрілює схожий на брата Петара чоловік.

## У ролях
| Актор              | Роль          |
| ------------------ | ------------- |
| Небойша Глоговац   | Младен        |
| Наташа Нінкович    | Марія         |
| Предраг Манойлович | Коста Антич   |
| Аніца Добра        | Єлена         |
| Богдан Діклич      | Лукич         |
| Марко Джурович     | Неманья       |
| Борис Исакович     | Мома          |
| Младен Нелевич     | Марко         |
| Деян Чукич         | Петар Івкович |

## Створення фільму

### Виробництво
Зйомки фільму проходили в Белграді, Сербія.

### Знімальна група
- Кінорежисер — Срдан Голубович
- Сценаристи — Меліна Пота Кольєвич, Срдян Кольєвич
- Кінопродюсер — Єлена Мітрович, Наташа Нінкович, Александер Ріс, Йорг Рот
- Композитор — Маріо Шнайдер
- Кінооператор — Александар Ілич
- Кіномонтаж — Марко Глушак, Дежан Урошевич
- Художник-постановник — Горан Йоксимович
- Артдиректор — Тіяна Марич
- Художник з костюмів — Лільяна Петрович
- Підбір акторів — Мая Мілош[4].

## Сприйняття

### Критика
Фільм отримав схвальні відгуки. На сайті Rotten Tomatoes оцінка стрічки становить 87 % на основі 1 344 відгуки від глядачів (середня оцінка 4,0/5). Фільму зарахований «попкорн» від глядачів, Internet Movie Database — 7,9/10 (7 632 голоси).

### Номінації та нагороди
| Нагороди та номінації фільму «Пастка» | Нагороди та номінації фільму «Пастка»                 | Нагороди та номінації фільму «Пастка» | Нагороди та номінації фільму «Пастка» | Нагороди та номінації фільму «Пастка» | Нагороди та номінації фільму «Пастка» |
| Рік                                   | Кінофестиваль/кінопремія                              | Категорія/нагорода                    | Номінант                              | Результат                             |                                       |
| ------------------------------------- | ----------------------------------------------------- | ------------------------------------- | ------------------------------------- | ------------------------------------- | ------------------------------------- |
| 2007                                  | GoEast                                                | Найкращий режисер                     | Срдан Голубович                       | Перемога                              |                                       |
| 2007                                  | GoEast                                                | Приз ФІПРЕССІ                         | Срдан Голубович                       | Перемога                              |                                       |
| 2007                                  | Міжнародний кінофестиваль у Софії                     | Гран-прі                              | Срдан Голубович                       | Перемога                              |                                       |
| 2007                                  | Art Film Fest                                         | Найкращий фільм                       | Срдан Голубович                       | Перемога                              |                                       |
| 2008                                  | Cinequest                                             | Нагорода режисерів                    | Срдан Голубович                       | Перемога                              |                                       |
| 2008                                  | Міжнародний кінофестиваль у Мілані                    | Найкращий актор                       | Небойша Глоговац                      | Перемога                              |                                       |
| 2008                                  | Міжнародний кінофестиваль у Мілані                    | Найкращий режисер                     | Срдан Голубович                       | Перемога                              |                                       |
| 2008                                  | Міжнародний кінофестиваль у Санта-Барбарі, Каліфорнія | Найкращий іноземний фільм             | Срдан Голубович                       | Номінація                             |                                       |
| 2008                                  | Міжнародний кінофестиваль у Трієсті                   | Нагорода глядачів за найкращий фільм  | Срдан Голубович                       | Перемога                              |                                       |